# Dicyemidae
Dicyemidae — родина диціємід, найбільша за кількістю видів.

## Класифікація
Родина включає 5 родів:
Родина Dicyemidae
- Dicyema
- Dicyemennea
- Dicyemodeca
- Pleodicyema
- Pseudicyema